# Николај Краснов
Николај Петрович Краснов (рус. Никола́й Петро́вич Красно́в; Хоњатино, Москва, 23. октобар 1864 — Београд, 8. децембар 1939) био је руски и југословенски архитекта. Красно је један од најзначајнијих архитеката који је својим стваралаштвом, како у области архитектуре и урбанизма, тако и у области ентеријера и примењене уметности оставио значајан траг у изгледу Београда, али и бројних градова и варошица широм Србије. Најзначајнији је представник академског историзма у српској међуратној архитектури.

## Биографија
Рођен је 23.октобар 1864. у Хоњатину (Москва, Русија), студије сликарства, вајарства и архитектуре завршио је на Московском уметничком училишту 1885. године. У звање градског архитекте на Јалти на Криму постављен је 1888. и на тој дужности је био све до 1899. године. Градио је репрезентативне објекте за племство и културну елиту, реконструисао историјске грађевине, саградио Женску гимназију. На Јалти је изградио дворац. „Ливадија“, летњиковац цара Николаја I, 1911. године, након чега постаје „архитекта руског царског двора“. Две године касније добио је титулу „академик архитектуре“ петроградске Академије уметности.
У таласу руских емиграната који су своју домовину напустили након Октобарске револуције 1917. године, емигрира 1919. године у Галипоље и на Малту, а затим на позив управе Савеза руских инжењера и техничара у Краљевини СХС после тридесет година плодног рада, долази у Београд 1922. године. Краснов се врло брзо укључио у савремене токове српске архитектуре, запослио се у Архитектонском одељењу Министарства грађевина, где је радио у звању контрактуалног инжењера, грађевинског инспектора и руководиоца Одсека за монументалне грађевине и споменике, испољавајући своје високо стваралачко умеће и користећи га за изградњу престонице своје нове домовине, која га је свесрдно прихватила, и убрзо постаје цењени државни и дворски архитекта. У периоду од 1923. до 1939. године радио је на пројектовању, грађењу, довршавању, адаптацији и украшавању најзначајнијих државних здања, многобројних профаних зграда, црква и спомен – обележја, бавио се сликарством и дизајнирањем намештаја. Ауторским третманом хералдичке декорације на фасадама својих објеката обележио је читаво једно раздобље српске архитектуре.
Николај Петрович Краснов преминуо је 8. децембра 1939. године у Београду. Сахрањен је на руској парцели београдског Новог гробља.

## Дела ван Београда
Током непуне две деценије колико је стварао у Краљевини Југославији оставио изузетно вредан архитектонски опус. Његов први рад у Министарству грађевина било је уређење Кур-салона у Бањи Ковиљачи, затим Реконструкцију Његошеве заветне цркве на Ловћену урадио је, по жељи краља Александра Карађорђевића, у периоду 1923-1925. године, капела је срушена 1974. године да би на њеном месту био подигнут Његошев маузолеј. Унутрашње уређење цркве св. Ђорђа на Опленцу извео је у периоду од 1924. до 1932. године. Израдио је нацрте за кандила, полијелеје, лустере, прстенове за намештање застава, фењере у цркви и крипти, нацрте за врата, делове мермерног намештаја и остали покретни инвентар. Целокупан декор цркве усклађен је са програмом мозаика у храму, и сви радови у опленачкој цркви изведени су у академизованом српско-византијском стилу. Камени иконостас и престоли из цркве Св. Ђорђа на Опленцу, данас се налазе у цркви Св. Александра Невског у Београду. 3амак политичара Алексе Савића на Хисару код Прокупља урадио је у сарадњи са архитектом Министарства грађевина Драгутином Маслаћем, 1928. године., луксузна вила изведена је у духу романтичарског историзма. Његово дело је и Банска палата на Цетињу, коју је урадио у сарадњи са архитектом Радмилом Јеврић, подигнута 1932. године и изведена у облику масивног издуженог блока са три унутрашња дворишта, представља репрезентативну палату у центру Цетиња. Иконостас нове капеле на војничком гробљу у Скопљу, изграђене према пројектима руског неимара Хоменка, извео је од оникса у академизованом српско-византијском стилу, 1932. године. На главном градском тргу у Власотинцу током 1931—32. године подигао је спомен-чесму палим родољубима у Ослободилачким ратовима Србије 1912-1918. На гробљу српских ратника на солунском Зејтинлику у периоду од 1933. до 1936. године према пројекту Николаја Краснова и архитекте Александра Васића гробови су обележени истоветним мермерним надгробним споменицима у форми крста и распоређени у десет гробних парцела. На гробљу је подигнута костурница према Васићевом пројекту из 1926, који је накнадно разрадио Краснов. Осим што је утицао на спољни изглед костурнице дајући јој изглед строге и затворене целине, извео је и нацрте архитектонске пластике у ентеријеру, декоративни пресек куполе, извршио распоред икона над улазом и одредио облик полијелеја. Красновљево последње дело је спомен-костурница на острву Виду у Грчкој из 1938-1939. године. Меморијална грађевина је академски обликована и усклађена с природним амбијентом који га окружује. Костурница је спомен на последње станиште многобројних српских војника из Првог светског рата. Њена лепота произилази из чистих, неутралних фасадних површина, обрађених без сувише декорације.
Спомен-костурница на Виду спада у најзрелија остварења српске меморијалне архитектуре у периоду између два светска рата.

## Дела у Београду
Најзначајније објекте подигао је у српској престоници, који и данас својом архитектуром представљају најрепрезентативнији грађевински фонд настао у периоду између два светска рата.
- Обнова цркве Ружице (старог војничког храма) на Београдској тврђави 1924. године; две бронзане скулптуре српских ратника, које се налазе испред улаза у цркву, такође су његов рад.
- Палата Министарства финансија Краљевине Југославије на углу Немањине и Улице кнеза Милоша зидана је у периоду између 1926. и 1928. године. Зграда Министарства дозидана је спратом 1938. године, а аутор ове у београдској архитектури познате „мајсторске доградње“ био је аутор здања, Николај Краснов. Данас је у згради смештена Влада Републике Србије.
- Палата Министарства шума и руда и Министарства пољопривреде и вода је најмонументалнији и просторно најобухватнији објекат који је Краснов извео на нашим просторима. Поред пројекта зграде Краснов је саставио и програм за израду скулптура, које симболизују делатност установа смештених у овој згради. Данас је у овој палати смештено Министарство иностраних послова Републике Србије.
- Зграда Архива Србије у Карнегијевој улици завршена је 1928. године према пројекту Краснова. Репрезентативно здање пројектовано је у духу монументалног академизма са израженом пластичном декорацијом на главној фасади.
- Пројекте позоришта Мањеж, односно адаптацију некадашње Кавалеријске јашионице из 1860. године за потребе позоришта, у Улици краља Милана, Краснов је израдио 1927. године. Фасада Мањежа завршена је током 1928-1929. године. Данас Југословенско драмско позориште.
- Мост краља Александра I, који је повезао десну и леву обалу Саве, односно Београд и Земун. Пројектовање пилона моста поверено је Николају Краснову, 1931. године.
- Пројекте за ентеријера Старог двора на Дедињу, уређење парка, сву декоративну пластику на фасадама, колонаде између двора и капеле радили су Никола Краснов и инжењер Сергеј Смирнов. Ентеријер је изведен у периоду од 1929. до 1934. године према пројекту Краснова.
- Доградњу зграде Државног савета на углу улица Кнеза Милоша и Адмирала Гепрата извео је 1929. године. Данас је у овој згради смештено Министарство финансија Републике Србије.
- Николају Краснову се приписује и ауторство репрезентативне четвороспратне стамбено-пословне зграде из 1929. године у Кнез Михаиловој улици број 9.
- Вишеспратница Ђорђа Радојловића у Браће Југовића 2а изведена је 1929—30. године.
- Стамбено-пословна вишеспратница Јадранске пловидбе (Југолинија) на Теразијама 14 саграђена је 1930. године у стилу еклектицизма.
- Зграда у Кнеза Милоша 14 изведена 1930. године. Данас се у објекту налази Грчки културни центар.
- Интервенције на порталу соколског дома Матица у Делиградској 27, којег је 1929. пројектовао Момир Коруновић, Краснов је извео 1934. године у српском стилу. Данас се у објекту налази Градски центар за физичку културу - Стари ДИФ
- Дом Народне скупштине почео је да се гради 1907, а завршен је 1936. године према пројектима архитеката Јована и Павла Илкића. Пројекти унутрашњег уређења, намештаја, врата и прозора, лустера, штуко декорација, израда завршних пројеката детаља фасада као и обликовање декоративне ограде палате, хералдичких знамења, постамента јарбола за заставу поверени су Николају Краснову.

## Неизведени пројекти
Архитектонски опус Николаја Краснова, осим бројних изведених дела, чини и низ неизведених пројеката и конкурсних радова: пројекат доградње спрата Ужичке гимназије (1923), пројекат за две спомен-чесме у српско-византијском стилу (1924), нацрт фасаде Гимназије у Чачку (1924), пројекат спомен-обележја са костурницом у Требулићима (1927), пројекат споменика у Мрчајевцима (1928), пројекат преуређења простора око Спомен-капеле војводе Путника на Новом гробљу (1929), конкурсни пројекат за палату Аграрне банке у сарадњи са архитектом Димитријем М. Леком (1931). пројекат реконструкције Министарства грађевина (1931), конкурсни рад за Бели двор на Дедињу (1934), пројекат спомен-обележја у македонском селу Грбавчу (1933), пројекат костурнице српских војника у Тирани (1937), пројекат ловачке кућице на краљевском имању у Петровчићу код Београда (1938).

## Споменик Николају Петровичу Краснову
Налази се на Новом гробљу у Београду, Руска парцела 90, гроб 63
Руско гробље у Београду настало је у другој деценији двадесетог века, када је Краљевина Срба, Хрвата и Словенаца пружила уточиште за неколико десетина хиљада емиграната из Русије после Октобарске револуције. Ту се налазе посмртни остаци руских војсковођа, културних и научних радника и уметника; архитекти: Николај Краснов, Виктор Лукомски, професори: Степан Кулбакин, Фјодар Тарановски, Григорије Острогорски, Сергеј Тројицки, сликари: Степан Колесников, Леонид Шејка и други. На руским парцелама смештено је 755 гробница у којима су посмртни остаци преко три хиљаде људи. У току су радови на реконструкцији руских парцела – „Руски некропољ“, који ће добити специјални статус и чији ће основни задатак бити очување културно-историјског наслеђа Србије у Русији.
У Београду постоји улица названа по њему, ту је 2016. постављена и спомен-плоча. Подигнут му је споменик испред Архива Србије 2019. године.